# Ahmed Saïd (football)
Pour les articles homonymes, voir Ahmed Saïd.
Ahmed Said parfois appelé Okka est un footballeur international égyptien, né le 13 mars 1984 au Caire. Il évolue au poste de défenseur central.

## Carrière
Ahmed "Said" Okka commence sa carrière en 2004 au Club Al Shams, il continuera son aventure dans différents clubs égyptiens.
Durant le mercato estival 2012, Okka est prêté au Lierse SK, club belge. Il s'impose vite comme un titulaire indiscutable. Il inscrit même son premier but le 22 septembre 2012 contre Waasland-Beveren. Le 31 octobre 2012, dans un match complètement fou, Okka donne la victoire à son équipe, d'une sublime volée, contre le 4e au classement, le Club Bruges.

### Statistiques en club
| Saison      | Club            | Pays     | Championnat                      | Championnat | Championnat | Championnat  | Championnat  | Europe | Europe | Europe | Coupe National | Coupe National |
| Saison      | Club            | Pays     | Division                         | Matchs      | Buts        | Cartons      | Cartons      | Coupe  | Matchs | Buts   | Matchs         | Buts           |
| ----------- | --------------- | -------- | -------------------------------- | ----------- | ----------- | ------------ | ------------ | ------ | ------ | ------ | -------------- | -------------- |
| Saison      | Club            | Pays     | Division                         | Matchs      | Buts        | Carton jaune | Carton rouge | Coupe  | Matchs | Buts   | Matchs         | Buts           |
| 2004 - 2005 | Club Al Shams   | Égypte   | Etisalat Egyptian Premier League | 33          | 5           | 0            | 0            | /      | -      | -      | ?              | ?              |
| 2005 - 2006 | Ismaily SC      | Égypte   | Etisalat Egyptian Premier League | 22          | 3           | ?            | ?            | /      | /      | /      | ?              | ?              |
| 2006 - 2012 | Haras El-Hedood | Égypte   | Etisalat Egyptian Premier League | 193         | 14          | ?            | ?            | /      | -      | -      | -              | -              |
| 2012 - /    | Lierse SK       | Belgique | Jupiler Pro League               | 11          | 2           | 0            | 0            | /      | -      | -      | 0              | 0              |

## Sélection nationale
Okka est souvent appelé en sélection mais souvent pour un rôle de remplaçant, car il ne parvient pas toujours à soutenir la concurrence de très bon défenseurs égyptiens (Ahmed Hegazy, Adam El-Abd, ou encore Wael Gomaa).
Il a pour le moment inscrit un but.
| Buts (4) en sélection de Ahmed Said au 17 mai 2012 | Buts (4) en sélection de Ahmed Said au 17 mai 2012 | Buts (4) en sélection de Ahmed Said au 17 mai 2012 | Buts (4) en sélection de Ahmed Said au 17 mai 2012 | Buts (4) en sélection de Ahmed Said au 17 mai 2012 | Buts (4) en sélection de Ahmed Said au 17 mai 2012 | Buts (4) en sélection de Ahmed Said au 17 mai 2012 | Buts (4) en sélection de Ahmed Said au 17 mai 2012 |
| no                                                 | Date                                               | Sélection                                          | Lieu                                               | Adversaire                                         | Évolution du score                                 | Résultat                                           | Compétition                                        |
| -------------------------------------------------- | -------------------------------------------------- | -------------------------------------------------- | -------------------------------------------------- | -------------------------------------------------- | -------------------------------------------------- | -------------------------------------------------- | -------------------------------------------------- |
| 4                                                  | 11 mai 2012                                        | -                                                  | Tripoli Municipal Stadium, Tripoli                 | Liban                                              | 0 - 1                                              | 1 - 4                                              | match amical                                       |